# Pointe Buzaré
La pointe Buzaré est une pointe rocheuse d'origine volcanique qui s'avance dans la mer, avec à sa droite l'Anse Méret et à sa gauche, l'Anse Nadau. Elle se situe sur la commune de  Cayenne en Guyane.